# Maxim Mehmet
Maxim Mehmet (ur. 2 lipca 1975 w Kassel) – niemiecki aktor teatralny, filmowy i telewizyjny.

## Życiorys
Urodził się w Kassel, w Hesji. Swoje nazwisko odziedziczył po dziadku pochodzącym z Tatarów krymskich. Dorastał na farmie w północnej Hesji. Pierwsze doświadczenia zdobywał występując z teatrem lalek z matką, później w  szkolnym teatrzyku i miejscowych grupach teatralnych. Studiował dramat w Berlinie. Mając 25 lat ukończył studia na wydziale aktorskim w Hochschule für Film und Fernsehen „Konrad Wolf“ (HFF) w Poczdamie.
Po występie w surrealistycznym filmie krótkometrażowym Migracji między chodzeniem i śpiewaniem (Zwischen Flieder wandern und singen, 2003) i telefilmie Godzina oficerska (Die Stunde der Offiziere, 2004), Leander Haussmann obsadził go w roli sierżanta Auricha w swojej komedii wojskowej NVA (2005). W filmie o życiu Manfreda von Richthofena Czerwony baron (Der Rote Baron, 2008) pojawił się jako Friedrich Sternberg u boku Tila Schweigera.

## Wybrana filmografia
- 2005: NVA jako Aurich
- 2006: Pamir - ostatni rejs (Der Untergang der Pamir) jako Erich Schindlecker
- 2006: Ojciec pod przykrywką - W imieniu rodziny (Vater undercover – Im Auftrag der Familie)
- 2008: U-900 jako Frank Messerschmidt
- 2008: Czerwony baron (Der Rote Baron) jako Friedrich Sternberg
- 2008: Powitanie bohatera (Nacht vor Augen) jako Felix
- 2008–2015: Tatort jako technolog kryminalny Wolfgang Menzel
- 2009: 66/67 – Fairplay war gestern jako Henning / Malte
- 2010: Królewska zagadka (Die kluge Bauerntochter, TV) jako król
- 2011: Faceci w wielkim mieście 2 (Männerherzen... und die ganz ganz große Liebe) jako Philipp
- 2011: Faust jako przyjaciel Valentina
- 2011: Zimowa córka (Wintertochter) jako Daniel
- 2011: Dobry sąsiad (Unter Nachbarn) jako David Ahrens
- 2012: Na zachód od pustki (Westerland) jako Rupert
- 2013: Sputnik jako Torsten Bode
- 2013: Nasze matki, nasi ojcowie (Unsere Mütter, unsere Väter) jako Hauptmann Feigl
- 2014: Tatort: Das verkaufte Lächeln jako Guido Buchholz
- 2015: Heidi jako Pan Sesemann